# William Joyce
William Joyce (24. dubna 1906, Brooklyn – 3. ledna 1946, Wandsworth Prison, Londýn) byl britský politik irsko-amerického původu, popravený jako kolaborant s nacisty.

## Život
Narodil se v Brooklynu, v dětství se s rodinou přestěhoval do Galway v Irsku. V roce 1932 se stal členem Britské unie fašistů, kterou vedl Oswald Mosley. Proslul jako výmluvný řečník s ostře antisemitskými názory. V roce 1939 emigroval do Německa a stal se hlasatelem rozhlasového pořadu Germany Calling, který seznamoval britské posluchače s propagandou Třetí říše. Byl známý pod přezdívkou Lord Haw Haw von Zeesen (v obci Zeesen u Berlína byl velký rozhlasový vysílač). Od německé vlády obdržel Válečný záslužný kříž. Po skončení druhé světové války byl zatčen a 19. září 1945 odsouzen k trestu smrti jako vlastizrádce. Hájil se tím, že není britský občan, a proto nespadá pod britskou jurisdikci, ale soud jeho odvolání zamítl. Byl oběšen ve věznici Wandsworth Prison 3. ledna 1946 jako předposlední osoba popravená v Británii za jiný zločin nežli vraždu.